# Maltesische Badmintonmeisterschaft 2010
Die Maltesische Badmintonmeisterschaft 2010 fand Ende April 2010 in Cospicua und Msida statt. Der vollständige Titel des Wettbewerbs war 39th Paddy Stubbs Memorial National Championships.

## Austragungsorte
- St. Martin’s College, Swatar, Msida
- Cottonera Sports Complex, Cospicua

## Finalergebnisse
| Disziplin    | Sieger                            | Finalist                       | Ergebnis     |
| ------------ | --------------------------------- | ------------------------------ | ------------ |
| Herreneinzel | Stefan Salomone                   | Kenneth Vella                  | 21:15, 21:11 |
| Dameneinzel  | Maria Borg                        | Fiorella Farrugia              | 21:15, 21:13 |
| Herrendoppel | Stefan Salomone Robert Salomone   | Kenneth Vella David Cole       | 21:11, 21:12 |
| Damendoppel  | Maria Borg Fiorella Farrugia      | Catherine Dimech Joanne Cassar | 21:15, 21:13 |
| Mixed        | Stefan Salomone Fiorella Farrugia | Kenneth Vella Catherine Dimech | 21:14, 21:12 |